# 菲利波·蘭扎

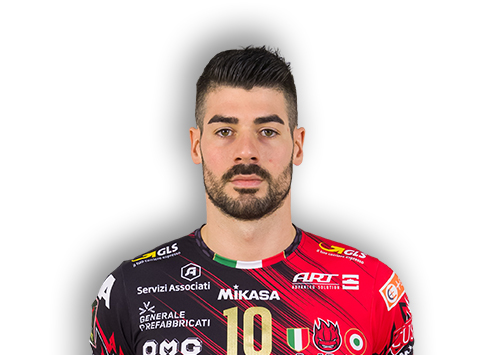
菲利波·蘭扎

菲利波·蘭扎（義大利語：Filippo Lanza，1991年3月3日—），意大利男子排球運動員。他是意大利國家男子排球隊的一員，代表意大利參加了2013年歐洲排球錦標賽和2013年排球世界聯賽的賽事。